# (4469) Utting
(4469) Utting es un asteroide perteneciente al cinturón de asteroides, descubierto el 1 de agosto de 1978 por el equipo del Observatorio Perth desde el Observatorio Perth, Bickley, Australia.

## Designación y nombre
Designado provisionalmente como 1978 PS4. Fue nombrado Utting en homenaje a Muriel Janet Utting historiador del Observatorio de Perth hasta 1985.

## Características orbitales
Utting está situado a una distancia media del Sol de 2,574 ua, pudiendo alejarse hasta 3,060 ua y acercarse hasta 2,087 ua. Su excentricidad es 0,189 y la inclinación orbital 11,85 grados. Emplea 1508 días en completar una órbita alrededor del Sol.

## Características físicas
La magnitud absoluta de Utting es 13,7. Tiene 4,845 km de diámetro y su albedo se estima en 0,227.